# Сан-Северо
Сан-Северо (итал. San Severo) — коммуна в Италии, располагается в регионе Апулия, в провинции Фоджа.
Население составляет 55824 человека (2008 г.), плотность населения составляет 168 чел./км². Занимает площадь 333 км². Почтовый индекс — 71016. Телефонный код — 0882.
Покровителями коммуны почитаются Святая Дева Мария Спасительница (Beata Vergine Maria del Soccorso), а также святые Север Неаполитанский и Северин Норикский, празднование в третье воскресение мая и следующий понедельник.

## Демография
Динамика населения:

## Администрация коммуны
- Официальный сайт: http://www.comune.san-severo.fg.it/